# 長谷山美紀
長谷山 美紀（はせやま みき、Miki Haseyama、は、日本の教授。北海道大学副学長。学位は博士（工学）（北海道大学）。
専門は、画像・音響・音楽・映像・テキスト・Web・生体情報等のマルチメディア処理および次世代情報アクセスシステム。これらの研究に関して、国内外の学会にて多くの発表を行い、高い評価を得る。2008年に電子情報通信学会論文賞、2015年に映像情報メディア学会 丹羽髙柳賞業績賞 等を受賞。また、上記研究の社会的関心は高く、これまでに、多くの招待講演、報道発表が行われている。2005年～2008年にマルチメディアナビゲーションシステムImage Vortex、Easy Finder、Sim Soccer、Image Orbit、Video Sphere、Video Vortex、Tri-Media Vortexをアジア最大規模の技術見本市CEATEC JAPANに出展。2012年以降、次世代情報アクセス・人工知能システムQIY、OASIS、COSMOS、KANADE等について札幌市との実証実験を行っている。さらに、札幌メディアアーツ・ラボ(SMAL)の 研究顧問として活動するとともに、札幌市の「ユネスコ創造都市ネットワーク」の加盟に関するプロモーションを行い、2013年に加盟が承認されている。学会活動においては、映像情報メディア学会で副会長を務め、英語論文誌を創刊、初代Editor in Chiefとして活動を行った。また、国際標準化ISO TC266では、国内審議委員として、WG4“Biomimetics – The knowledge infrastructure for biomimetics”の立ち上げを行っている。
これまでに、総務省情報通信政策局　情報通信審議会専門委員、経済産業省情報大航海プロジェクトにおけるチーフ技術アドバイザー、さらには、日本学術会議連携会員として活動し、海外R&Dプロジェクト(EU/FP7のQuaero、CHORUS、Theseus)との連携経験も持つ。一方、所属する北海道大学では、副学長（IR，男女共同参画・ダイバーシティ）、総長補佐（研究戦略室）、情報科学研究院長、数理・データサイエンス教育研究センター長、電子科学研究所附属社会創造数学研究センター運営委員、北極域研究センター運営委員等を務めるだけでなく、宇宙ミッションセンターの構成員として分野横断型のプロジェクト推進を行っている。

## 略歴
- 1989年8月 - 1993年12月 北海道大学 電子科学研究所 助手
- 1994年1月 - 1997年3月  北海道大学工学部 助教授
- 1997年4月 - 2004年3月 北海道大学 大学院工学研究科 助教授
- 2004年4月 - 2006年3月  北海道大学 大学院情報科学研究科 助教授
- 2006年4月 - 現在 北海道大学 大学院情報科学研究科 教授
- 2013年4月 - 2020年3月  北海道大学 総長補佐
- 2017年4月 - 2019年3月  北海道大学 人材育成本部 女性研究者支援室室長
- 2017年4月 - 2020年3月  北海道大学 総合IR室副室長
- 2017年7月 - 2021年3月 北海道大学 数理・データサイエンス教育研究センター センター長
- 2018年4月 - 2020年3月  北海道大学 大学院情報科学研究科 副研究院長
- 2020年4月 - 現在 北海道大学 大学院情報科学研究院 学院長
- 2020年4月 - 現在    北海道大学 大学院情報科学研究院 研究院長
- 2020年10月 - 現在   北海道大学 副学長

## 主な歴任役職
- 総務省情報通信政策局　情報通信審議会専門委員
- 経済産業省「情報大航海プロジェクト」チーフ技術アドバイザー
- 文部科学省　科学技術・学術審議会　研究計画・評価分科会委員
- 国土交通省　国土審議会　北海道開発分科会委員
- 北海道総合通信局 ICT活力推進会議 座長
- 日本放送協会 放送技術審議委員
- 映像情報メディア学会 副会長
- 電子情報通信学会 調査理事
- ITE Transactions on Media Technology and Applications・Editor in Chief
- 日本学術会議連携会員
- 北海道大学 総長補佐(研究戦略室担当)
- 内閣府 フェロー

## 代表的な招待講演
- “AIの動向と次世代インフラ維持管理に向けた最先端研究,” 第20 回　首都高速道路技術センター技術講演会 デジタル新時代の幕開け ～インフラ整備・維持管理の未来像～, 2021.
- “データサイエンス教育のフロンティア,” NoMaps Conference 2020.
- “第3次AIブームを考える – 情報科学を駆使した実社会データ連携 -,” ソフトウェアシンポジウム, 2020.
- “気づきを生み出す発想支援型検索 －ビッグデータからの価値創出－,” ITpro EXPO, 2016.
- “Realization of associative image search -Development of image retrieval platform for enhancing serendipity-,” 2016 IEEE 46th International Symposium on Multiple-Valued Logic, 2016.
- “発想支援型検索システムとバイオミメティクス・データベース,” 次世代ものづくり基盤技術産業展 TECH Biz EXPO, 2014.
- “Biomimetics Data Retrieval Platform for Enhancing Serendipity,” Joint International Symposium on “Nature-Inspired Technology 2014 ” and “Engineering Neo-Biomimetics V” , 2014.
- “インフラのメンテナンスとビッグデータ－データから価値を生み出す－,” TRONSHOW, 2013.
- “メディア横断型理論の構築と検索への応用,” 電子情報通信学会 ソサイエティ大会, 2010.
- “Human-centric Multimedia Navigation,” Google Research社，2010.
- “北海道大学がデータビジネス拠点　副学長「世界に発信」,” 日本経済新聞 (2022.01.22)

## 代表的な報道発表
- “北海道大学がデータビジネス拠点　副学長「世界に発信」,” 日本経済新聞 (2022.01.22)
- “「北海道から世界へ」日経北海道印刷50年でシンポ ブランニューHOKKAIDO,” 日本経済新聞 (2021.09.09)
- “住友ゴムと北大、AI技術の共同研究成果が研究成果のデータベース「Nature Index」の材料科学特集 として掲載,” 日本経済新聞 (2021.07.02)
- “AI活用でインフラ点検,” 日本経済新聞 (2021.06.16)
- “「社会創造」で豊かに,” 日刊工業新聞 (2020.05.22)
- “タイヤ開発，AIで加速,” 日経産業新聞 (2019.11.05)
- “イネの撥水性やヤモリの接着力,” 産経新聞 (2018.04.07)
- “胃X線画像からピロリ感染を判断するAIも開発進む,” 日経メディカル (2018.03.10)
- “インフラ劣化判定支援,” 北海道建設新聞 (2016.12.14)
- “異分野連携で大きな成果,” 北海道新聞 朝刊 (2015.12.13)
- “画像解析　高精度の「目」,”中国新聞 夕刊 8面 (2015.1.23)
- “OASIS実証実験,” STV「どさんこワイドひる」ニュース (2014.2.6)
- “生物模倣の国際標準化、日本提案でデータベースのWG設置,” 日経テクノロジーオンライン (2013.6.24)
- “通行人の気分画像化,” 北海道新聞 朝刊 地方札幌27面 (2012.9.21)
- “QIY2012実証実験” STV「どさんこワイド179」ニュース (2012.9.20)
- “S’pore, Hokkaido ink ideas-to-products deal,” The Straits Times/money PAGE B19 (2012.4.10)
- “Blessed by snow,” 札幌市 ([YouTube] http://goo.gl/08ymWs), (2011)

## 特許
画像処理関係の特許を計44件持つ。
- 長谷山美紀，小川貴弘，山田宏明，伊藤和加奈:“ゴム材料の劣化状態の診断装置, ” 特許：第6609388号(日本), 出願番号：特願2019-021038, 特許権者：北海道札幌市北区北8条西5丁目8番地 国立大学法人北海道大学，住友ゴム工業株式会社 (2019)
- 長谷山美紀:“コンテンツ検索装置およびコンテンツ検索プログラム, ” 特許：第5344715号(日本), 出願番号：特願2010-536802, 特許権者：北海道札幌市北区北8条西5丁目8番地 国立大学法人北海道大学 (2009)
- 長谷山美紀:“動画検索装置および動画検索プログラム, ” 特許：第5339303号(日本), 出願番号：特願2010-503907, 特許権者：北海道札幌市北区北8条西5丁目8番地 国立大学法人北海道大学 (2009)
- 長谷山美紀:“画像分類装置および画像分類プログラム, ” 特許：第5229744号(日本), 第8180161号(米国), 出願番号：特願2009-544662, 12/673423, 特許権者：北海道札幌市北区北8条西5丁目8番地 国立大学法人北海道大学 (2008)
- 長谷山美紀:“類似画像検索装置, ” 特許：第5322111号(日本), 第8180162号(米国), 出願番号：特願2009-540010, 12/673407, 特許権者：北海道札幌市北区北8条西5丁目8番地 国立大学法人北海道大学 (2008)
- 長谷山美紀, 小川貴弘:“画像表示位置決定装置、画像表示位置決定方法、画像表示位置決定プログラム、及びこれを記録したコンピュータ読取可能な記録媒体, ” 特許：第4565187号(日本), 出願番号：特願2005-171324, 特許権者：北海道札幌市北区北8条西5丁目8番地 国立大学法人北海道大学 (2005)

等、計44件の特許

## 開発ソフト
画像検索システムImage Vortexは実用化され、Image Cruiserと利用されていた。

## 受賞
- 映像情報メディア学会 丹羽髙柳賞 業績賞 (2015年)
- IWAIT Best Paper Award (2014年・2013年)
- 電子情報通信学会論文賞 (2008年)
- IEEE ICCE, IEEE CE Society Japan Chapter Young Scientist Paper Award (2007年・2006年)
- 映像情報メディア学会研究奨励賞 (2005年)

## エピソード・発言
小学生の頃は、昆虫が大好きで、捕まえて図鑑で名前を調べたり飼ったりしました。昆虫の後は、天体に興味を持ち、天文学者になろうと思いました。中学生になって、英語を学び始めて、翻訳家になりたいと思いました。あの頃の私は、理科系や文科系を意識せずに、色々なものに興味を持っていたように思います。その頃に、私が理工系を選択した具体的なきっかけがありました。小学校の算数の教科書の『奇数の和が整数の二乗になることを証明せよ』と言う演習問題です。問題には、ヒントが付いていたので答えを導くことはできましたが、解答に納得することができませんでした。私は、「なぜだろう？」を残したままで小学校を卒業し、納得できなかった事も忘れて、中学校を過ごしました。その後、突然に、私の「なぜだろう？」が解決することになります。私は、高校の数学で納得できる説明に出会うことができたのです。その時の驚きと感動を今でも覚えています。その演習問題が、学ぶことの楽しさと知ることの喜びを教えてくれて、私は、理科系に進んだのだと思います。 現在、工学部で学ぶ女子学生の比率は10％程度。社会で活躍するエンジニアの女性比率は5％とも言われています。私はこれを大きなチャンスだと捉えています。社会が発展していくためには、多様性の維持は必要不可欠です。性別にかかわらず、同じような考え方の人ばかりで研究や開発を行っていれば、新しいものを生み出すことができずに、その分野はいずれ衰退していくことでしょう。少数派の視点、つまり、女性の視点は工学の発展のために不可欠なのです。実際、私の研究室で学んだ女子学生の就職率は100％。女性エンジニアへの社会的ニーズの高まりを肌で感じています。人はひとりになるのが不安で、似た者同士で集団を作ることで安心したりしますが、大集団の中では、平均的な幸せが得られるだけ。少数派に属する環境でこそ、大きな幸せをつかむチャンスがあります。それに加えて、工学の世界には、男女の差なく、実力を正当に評価してもらえる風土があります。私自身、女性だということで不利に感じたことは一度もありません。技術を身につければ、結婚・出産を経ても、ずっと仕事を続けられます。むしろ、女性エンジニアで「出産で仕事を辞める」という感覚を持っている人はほとんどいないでしょう。これからの社会が求めているのは、新たな問題に対して、解決策を提示できる人材です。確固たる技術こそが、問題解決の道を切り拓きます。そんな人材を育てるのが、工学です。工学は、広く生活に根付いた学問です。興味があることや好きな科目があれば、それを中心に広げていけるのが「工学」の楽しさです。楽しみながら、女性ならではの視点を活かしてみませんか？ 。

## 情報大航海プロジェクト
情報大航海プロジェクトは、経済産業省が2007年（平成19年）に立ち上げた国家プロジェクトである。日本発の検索・ナビゲーション技術を核とする次世代情報利活用基盤の構築を目的としたものであり、チーフ技術アドバイザーとして参加した。本プロジェクトでは、テキスト、画像、映像、センサデータといった異種情報を統合的に処理・活用するための共通技術アーキテクチャが設計された。アーキテクチャは、サービス連携層、リッチコンテンツ解析層、プロファイル解析層、個人情報管理層の4層構造から成り、情報の検索、推薦、可視化、個人化などの機能を実現する基盤技術が開発された。また、NTTドコモ、東急電鉄、日本航空などの企業と連携し、観光案内、移動支援、行動履歴に基づく情報推薦など、複数のモデルサービスによる実証実験が実施された。さらに、個人情報保護や著作権処理といった制度面の課題についても、制度設計の検討が並行して行われた。最終的に、プロジェクトは商用化には至らず、想定された成果を十分に実現することはできなかったが、検索・推薦技術、情報統合アーキテクチャ、プライバシー保護設計などに関する技術的知見が蓄積された。また、本プロジェクトを通じて得られた成果は、その後のビッグデータ処理、人工知能、情報倫理などの分野における研究・制度整備の基礎資料として活用されている。